# Lepidobatrachus
Lepidobatrachus é um gênero de anuros da família Ceratophryidae encontrado na América do Sul.

## Espécies
Há três espécies relatadas no gênero:
| Nomenclatura binomial e autor                | Nome popular |
| -------------------------------------------- | ------------ |
| Lepidobatrachus asper (Budgett, 1899)        |              |
| Lepidobatrachus laevis (Budgett, 1899)       |              |
| Lepidobatrachus llanensis (Reig & Cei, 1963) |              |